# 約束極大化
約束極大化（英文：constrained maximization），又稱「局限下爭取最大利益」，是經濟學中的一條基本假設。

## 內容
局限下爭取最大利益，意思是在局限條件下，個人會為自己爭取最大利益。這是經濟學中最重要的基本假設之一。經濟學家張五常稱之為「自私」的假設。由於稀缺性的存在，人們的慾望總不能完全滿足。這是人們面對的「限制」或「局限條件」。因此，人們必須作出選擇；而作出選擇的依據，就是極大化自己的利益。這裡所說的「利益」，不同情況所指的不盡相同，比如功用、財富、租值、利潤等。
舉例來說，當一個人選擇一件商品購買時，他總會選擇為他帶來最高剩餘（即用值減去價格）的那件。
有了這個對人類行為的約束，就能推測出人類的選擇和行為，從而對個人、市場以至社會作出經濟分析和預測。所以，「約束極大化」的假設是經濟學理論的重要基礎。
遵從這假設而行的人，就是所謂「合乎理性」的人，被稱為「理性人」或「經濟人」。

## 歷史發展
人類自私的說法，原起於哲學家亞當·斯密在1776年的著作《國富論》：「……每個人都會盡其所能，運用自己的資本來爭取最大的利益……他關心的只是自己的安全、自己的利益……」此書基於此論點，討論人類自私和社會利益的關係。
1905年，經濟學家雅明·艾智仁發表論文〈不確定性、進化與經濟理論〉（Uncertainty, Evolution and Economic Theory）提出，即使人類不一定自私，經過淘汰後剩下來的人，其行為必然與自私假設吻合的。
有關人類的本質是否自私的討論，1976年生物學家理查·道金斯發表《自私的基因》（The Selfish Gene），提出動物自私是源於基因遺傳，是其不可更改的天性。
自十九世紀末期，新古典經濟學興起，不著眼討論人的本質是否自私，而將「局限下爭取最大利益」當成了一個武斷的假設，基於其推測出可被事實驗證的假說，從而建立經濟理論。